# Liste der Autobahnen in Portugal
In Portugal ist eine Autobahn gemäß der Straßenverkehrsordnung (Artikel 1 der Gesetzesverordnung Nr. 114/94 vom 3. Mai) eine Straße, die für den schnellen Verkehr bestimmt ist, mit einer physischen Trennung der Fahrbahnen, ohne Bahnübergänge oder Zufahrten zu Nebengrundstücken, mit bedingtem Zugang und als solche ausgeschildert. Sie hat mindestens zwei Fahrbahnen für jede Richtung, wobei die Fahrbahnen räumlich getrennt sind. Sie ist nur für leichte und schwere motorisierte Fahrzeuge mit einer Mindestgeschwindigkeit von 50 km/h und einer Höchstgeschwindigkeit zwischen 80 und 120 km/h zugänglich.
Das nationale Autobahnnetz hatte im Jahr 2019 eine Gesamtlänge von 3.065 km, davon;
- 2.559 km (rund 83 %) in Konzession an private Unternehmen;
- 204 km (etwa 7 %) unter direkter Verwaltung durch das staatliche Unternehmen Infraestruturas de Portugal und;
- 302 km (ca. 10 %) wurden von letzteren an private Unternehmen unterkonzessioniert.

Das Netz besteht aus 36 verschiedenen Autobahnen, die mit dem Buchstaben "A" und einer nachfolgenden Nummer beschildert sind. Die meisten von ihnen sind in jeder Richtung zweispurig (82 %), während einige Abschnitte (oder komplette Autobahnen) auch dreispurig (17 %) oder sogar vierspurig (≈1 %) pro Richtung sind.
Mit einer Gesamtlänge von rund 3.065 km verfügt Portugal über das viertgrößte Autobahnnetz in Europa, nur hinter Ländern wie Spanien, Deutschland und Frankreich, und ist das zweitgrößte europäische Land mit dem größten Autobahnnetz pro Einwohner, nur hinter Spanien.
Die überwiegende Mehrheit der nationalen Autobahnen ist mautpflichtig (83 % des nationalen Netzes), wobei zwei verschiedene Mautsysteme nebeneinander bestehen: die traditionelle Maut (52 %) und die elektronische Maut (32 %). Das gesamte Netz wird jedoch von einem elektronischen Mautsystem – dem Via-Verde-System – abgedeckt, und an allen traditionellen Mautstellen gibt es mindestens eine Spur für die elektronische Mauterhebung.
Alle Subregionen sind mit einer Autobahn verbunden, wobei die meisten Autobahnen die Hauptstadt der Subregion anbinden. Ausgenommen sind die Subregionen Alto Alentejo und Baixo Alentejo, in denen die Autobahnen durch die Subregion führen, ohne die Verwaltungsstadt anzubinden. Die autonomen Regionen Madeira und Azoren verfügen nicht über ein offizielles Autobahnnetz, sondern über ein Netz von Schnellstraßen mit dem Profil einer Autobahn, ohne den Buchstaben "A" vor jeder Nummer.

## Nationales Netz von Autobahnen

### Autobahnen
Die folgende Tabelle gibt einen geografischen Überblick über die einzelnen Autobahnen, wobei für jede Autobahn der Name, der Anfangs- und Endpunkt sowie die Gesamtlänge angegeben sind. Alle NUTS-3-Regionen sind durch mindestens eine Autobahn erschlossen.
| Autobahn | Bezeichnung                                      | Strecke                                         | Länge    |
| -------- | ------------------------------------------------ | ----------------------------------------------- | -------- |
| A1       | Nord-Autobahn                                    | Lissabon – Porto                                | 301,6 km |
| A2       | Süd-Autobahn                                     | Lissabon – Paderne                              | 240,8 km |
| A3       | Minho-Autobahn                                   | Porto – Valença (Grenze)                        | 112 km   |
| A4       | Transmontana-Autobahn                            | Matosinhos – Quintanilha (Grenze)               | 222,8 km |
| A5       | Costa do Estoril-Autobahn                        | Lissabon – Cascais                              | 25 km    |
| A6       | Alentejo-Autobahn                                | Marateca – Elvas (Grenze)                       | 157,9 km |
| A7       | Gerês-Autobahn                                   | Vila do Conde – Vila Pouca de Aguiar            | 103,9 km |
| A8       | West-Autobahn                                    | Lissabon – Leiria                               | 135,8 km |
| A9       | Äussere Ringautobahn von Lisboa                  | Lissabon – Alverca                              | 34,4 km  |
| A10      | Ribatejo-Autobahn                                | Alverca – Samora Correia                        | 39,8 km  |
| A11      | Baixo Minho-Autobahn                             | Apúlia – Castelões                              | 70,6 km  |
| A12      | Autobahn südlich des Tejo                        | Lissabon – Setúbal                              | 42,8 km  |
| A13      | Pinhal Interior-Autobahn                         | Coimbra – Marateca                              | 162,5 km |
| A13.1    | Ringautobahn von Coimbra                         | Condeixa-a-Nova – Almalanguês                   | 9,4 km   |
| A14      | Baixo Mondego-Autobahn                           | Coimbra – Figueira da Foz                       | 39,9 km  |
| A15      | Atlantik-Autobahn                                | Santarém – Caldas da Rainha                     | 40,2 km  |
| A16      | Äussere Ringautobahn der Metropolregion Lissabon | Cascais – Belas                                 | 23 km    |
| A17      | Centro-Küsten-Autobahn                           | Marinha Grande – Aveiro                         | 117,3 km |
| A18      | Autobahn Torres Vedras – Carregado               | in Planung                                      | 24,5 km  |
| A19      | Variante von Batalha                             | Leiria – Porto de Mós                           | 16,1 km  |
| A20      | Innere Ringautobahn von Porto                    | Porto – Vila Nova de Gaia                       | 16,6 km  |
| A21      | Mafra-Autobahn                                   | Venda do Pinheiro – Ericeira                    | 20,7 km  |
| A22      | Infante de Sagres-Autobahn                       | Bensafrim – Vila Real de Santo António (Grenze) | 131,9 km |
| A23      | Innere Beira-Autobahn                            | Zibreira – Guarda (Grenze)                      | 215,2 km |
| A24      | Innere Nord-Autobahn                             | Viseu – Vila Verde da Raia (Grenze)             | 160,6 km |
| A25      | Beiras Litoral e Alta-Autobahn                   | Ílhavo – Vilar Formoso                          | 195,5 km |
| A26      | Baixo Alentejo-Autobahn                          | Sines – Grândola                                | 8,6 km   |
| A26.1    | Variante von Sines                               | Sines – Vila Nova de Santo André                | 8 km     |
| A27      | Vale do Lima-Autobahn                            | Viana do Castelo – Ponte de Lima                | 24,7 km  |
| A28      | Nordküsten-Autobahn                              | Porto – Caminha                                 | 94,1 km  |
| A29      | Costa da Prata-Autobahn                          | Aveiro – Vila Nova de Gaia                      | 53,3 km  |
| A32      | Entre Douro e Vouga-Autobahn                     | Oliveira de Azeméis – Vila Nova de Gaia         | 32,6 km  |
| A33      | Innere Ringautobahn der Halbinsel von Setúbal    | Almada – Montijo                                | 36,7 km  |
| A41      | Äussere Ringautobahn von Porto                   | Matosinhos – Espinho                            | 61,8 km  |
| A42      | Douro Litoral-Autobahn                           | Paços de Ferreira – Felgueiras                  | 24 km    |
| A43      | Ringautobahn von Gondomar                        | Porto – Gondomar                                | 15,5 km  |
| A44      | Ringautobahn von Vila Nova de Gaia               | Vila Nova de Gaia – Porto                       | 8,2 km   |
| VRI      | Innere Regionalautobahn                          | Matosinhos – Maia                               | 2,9 km   |

### Schnellstraßen mit einem Autobahnprofil
| Autobahn                                | Bezeichnung                             | Betreiber                               | Strecke                                  | Regime                                  | Kostenlos | Maut | Total km |
| --------------------------------------- | --------------------------------------- | --------------------------------------- | ---------------------------------------- | --------------------------------------- | --------- | ---- | -------- |
| A30                                     | Tejo-Mündungsautobahn                   | IP                                      | Sacavém–Santa Iria da Azóia              | Kostenlos                               | 10 km     | x    | 10 km    |
| A31                                     | Ringautobahn von Coimbra                | IP                                      | Taveiro–Coimbra–Souselas                 | Kostenlos                               | 11 km     | x    | 11 km    |
| A34                                     | Pombalautobahn                          | Ascendi                                 | A1–Pombal                                | Kostenlos                               | 5 km      | x    | 5 km     |
| A35                                     | Obere Beiraautobahn                     | IP                                      | Santa Comba Dão–Carregal do Sal–Nelas    | Kostenlos                               | 21 km     | x    | 21 km    |
| A36                                     | Innere Ringautobahn von Lissabon        | IP                                      | Algés–Alfragide–Amadora–Odivelas–Sacavém | Kostenlos                               | 21 km     | x    | 21 km    |
| A37                                     | Ringautobahn von Sintra                 | IP                                      | Lissabon–Amadora–Sintra                  | Kostenlos                               | 16 km     | x    | 16 km    |
| A38                                     | Caparica-Schnellstrasse                 | Baixo Tejo                              | Almada–Costa da Caparica                 | Kostenlos                               | 6 km      | x    | 6 km     |
| A39                                     | Barreiro-Schnellstrasse                 | Baixo Tejo                              | Coina–Barreiro                           | Kostenlos                               | 9 km      | x    | 9 km     |
| A40                                     | Ringautobahn von Odivelas               | IP                                      | A9–Odivelas                              | Kostenlos                               | 4 km      | x    | 4 km     |
| Schnellstraßen mit einem Autobahnprofil | Schnellstraßen mit einem Autobahnprofil | Schnellstraßen mit einem Autobahnprofil | Schnellstraßen mit einem Autobahnprofil  | Schnellstraßen mit einem Autobahnprofil | 103 km    | x    | 103 km   |

## Kategorien

### Nationale Autobahnen
Eine nationale Autobahn ist eine Autobahn, die zwei oder mehrere Regionen miteinander oder Spanien verbindet.
Die A1 - Autoestrada do Norte (Nordautobahn) ist die wichtigste Autobahn Portugals, die alles nördlich von Lissabon verbindet. Sie verbindet die beiden größten Städte Portugals mit vier Regionen: Metropolregion Lissabon durch Lissabon, die Region Alentejo durch Santarém, die Region Zentrum durch Leiria, Coimbra und Aveiro und die Region Norden durch Porto.
Die A2 - Autoestrada do Sul (Südautobahn) ist die wichtigste Autobahn in Portugal, die die Metropolregion Lissabon, über die Stadt Lissabon, mit der Region Algarve, über die Stadt Albufeira und die Region Alentejo verbindet.
Die A3 - Minho ist eine Autobahn, die die Stadt Porto im Norden der Region mit Spanien verbindet und durch große städtische Gebiete in den Unterregionen der Metropolregion Porto, Ave, Cávado und Alto Minho führt.
Die A4 - Autoestrada Transmontana ist eine Autobahn, die die Küste mit dem Landesinneren der nördlichen Region und Spanien verbindet und von Porto nach Bragança und weiter nach Spanien führt.
Die A6 - Autoestrada do Alentejo ist eine Autobahn, die den Südosten der Metropolregion Lissabon mit Spanien verbindet und durch die Region Alentejo führt.
Die A8 - Westautobahn ist eine Autobahn, die den Großraum Lissabon mit der Südküste der Region Centre durch die Verbindung zwischen den Städten Lissabon, Caldas da Rainha und Leiria verbindet.

## Merkmale
Wie die Autobahnen in Deutschland, besitzen die Autobahnen in Portugal eine Nummerierung, die mit einem „A“ beginnt und dem sich eine Zahl anschließt. Die Beschilderung ist blau mit weißer Schrift. Baulich bestehen sie immer aus zwei voneinander getrennten Richtungsfahrbahnen mit mindestens zwei Fahrstreifen je Richtung und einem Standstreifen. Der Standstreifen wird mittels einer durchgehenden weißen Linie von dem rechten Fahrstreifen getrennt. Der Mittelstreifen besitzt zur Trennung der Richtungsfahrbahnen entweder metallische Leitplanken, Betonwände oder breite V-förmige Gräben. Letztere erleichtern ein späteres Ausbauen der Anzahl der Fahrstreifen, wenn das Verkehrsaufkommen dies erfordert. Die Betreibergesellschaften der Autobahnkonzessionen sind vertraglich dazu verpflichtet bei einem mittleren täglichen Verkehrsaufkommen von 35.000 Fahrzeugen die Autobahnen auf zweimal je drei Fahrspuren auszubauen, bei 60.000 Fahrzeugen/Tag auf zweimal je vier Fahrspuren.

## Mautpflichtige Autobahnen
Die meisten Autobahnstrecken in Portugal sind mautpflichtig. Die Maut wird entweder an festen Mautstationen oder durch elektronische Mautsysteme  erhoben.

### Feste Mautstationen
Die Autobahnen, die vor 1997 gebaut wurden, besitzen feste Mautstationen, jeweils bei der Einfahrt und bei der Ausfahrt der Autobahn. Daher bezahlt man die gefahrene Strecke, die man auf der Autobahn zurückgelegt hat. Bei der Einfahrt bezieht man ein Ticket, welches bei der Ausfahrt den zu bezahlenden Betrag ausrechnet. Die Autobahnen A1, A2, A3 und A6 besitzen ein solches Mautsystem.

### Elektronische Mautsysteme
Es gibt aber auch das elektronische Mautsystem, welches durch die automatische Kennzeichenerfassung an einer bestimmten Stelle, wo das elektronische Mautsystem sich befindet, eine Gebühr erhebt. Meistens befinden sich diese elektronischen Mautsysteme zwischen zwei Ausfahrten. Um einen raschen Ausbau des Netzes voranzutreiben und mit Hinblick auf begrenzte öffentliche Mittel wurde in Portugal unter der Regierung von António Guterres das Modell der SCUT-Autobahnen eingeführt. SCUT steht für Portagens Sem Cobrança aos Utilizadores, zu Deutsch „ohne Kosten des Nutzers“. Der Staat vergab 30-jährige Konzessionen über öffentliche Ausschreibungen an private Konsortien und zahlte daraufhin eine Art „virtuelle Maut“ für jedes Fahrzeug, welches die Strecke benutzt, an den Betreiber. Doch durch die Finanzkrise wurde das SCUT-System, welches von der portugiesischen Regierung im Jahre 1997 ins Leben gerufen worden ist, im Jahre 2011 eingestellt und immer mehr Autobahnen wurden von dem SCUT-System in das elektronische Mautsystem geführt. Dadurch konnte die portugiesische Regierung Geld sparen, die Ex-SCUT-Autobahnen wurden kostenpflichtig und das Verkehrsaufkommen verringerte sich. Beispiele für Ex-SCUT-Autobahnen sind die A22, A24, A25 und A29.

## Ausbau
Der nationale Verkehrswegeplan 2000 (Plano Rodoviário Nacional 2000) sah einen Abschluss des Autobahnnetzes für das Jahr 2015 vor, wobei schon heute etwa 80 % der Gesamtlänge befahrbar sind. Weiterhin wird eine Erweiterung des Verkehrswegeplanes angestrebt mit der Aufnahme neuer Strecken, wie zum Beispiel die Verbindung zwischen der Portalegre und der A23, oder die A26, welche die wichtige Hafenstadt Sines mit der Stadt Beja verbindet, welche einen neuen Flughafen besitzt. Die A26 überquert die A2 und so sollte es schnellere Verbindungen zwischen dem Alentejo, Algarve und der Metropolregion Lissabon geben. Die A4 erhielt 2016 den längsten Straßentunnel der iberischen Halbinsel, namens Túnel do Marão, zwischen Amarante und Vila Real.

## Via rápida
In Portugal gab es bis 2000 mehrere Autostraßen. Die via rápidas (wörtlich: Schnellstraßen) tragen die Bezeichnung IP und wurden seit 2000 zu 80 % in Autobahnen umgewandelt. Das Tempolimit liegt bei 80 bis 100 km/h.